# Бамбукова акула
Бамбукова акула (Chiloscyllium) — рід акул з родини азійські котячі акули ряду Воббегонгоподібні. Має 8 видів.

## Опис
Загальна довжина представників цього роду коливається від 45 до 120 см. Голова відносно велика, морда округла. Очі середнього розміру, розташовані високо. Позаду очей, трохи нижчі є великі бризкальця. Ніздрі розташовані далеко від морди. Рот невеликий, є невеличка шкірна складка на підборідді, що завершується біля кутів рота. Зуби широкі, з трьома верхівками, середня — більше бокових. У них 5 пар зябрових щілин. Тулуб подовжений, циліндричний. Плавці безскелетні. Грудні плавці маленькі, широкі та округлі. Черевні плавці зовнішнє та розмірами сході на грудні. Перший спинний плавець більше другого, розташований над черевними. Анальний плавець довгий — від другого спинного до хвостового плавців. Хвостовий плавець має атрофовану нижню лопать. Хвіст стрункий.
Забарвлення сіро-коричневе, коричневе з різними відтінками, жовтувате, рудувате з цяточками білого, блакитного кольору. Плавці іноді мають помаранчевий відтінок та бліді світлі плями. Черево білувате.

## Спосіб життя
Тримаються на глибинах від 5 до 100 м. Це бентофаг. Воліє коралові рифи, кам'янисті та скелясті ділянки дна, мангрові зарості, підводну рослинність. Активні вночі. Живляться молюсками, ракоподібними, дрібною рибою.
Це яйцекладні акули. Самиця відкладає до 26 яєць.

## Розповсюдження
Мешкають від Перської затоки до Таїланду. Зустрічаються біля Мадагаскару, Камбоджі, В'єтнаму, у водах Індонезії, Філіппін, Китаю, Тайваню, Японії, північної Австралії.

## Види
- Chiloscyllium arabicum Gubanov, 1980
- Chiloscyllium burmensis Dingerkus & DeFino, 1983
- Chiloscyllium caerulopunctatum Pellegrin, 1914
- Chiloscyllium griseum J. P. Müller & Henle, 1838
- Chiloscyllium hasseltii Bleeker, 1852
- Chiloscyllium indicum J. F. Gmelin, 1789
- Chiloscyllium plagiosum Bennett, 1830
- Chiloscyllium punctatum J. P. Müller & Henle, 1838